# Cibirhiza spiculata
Cibirhiza spiculata, es una especie de planta enredadera perteneciente al género Cibirhiza, dentro de la familia Apocynaceae. Es endémica de Etiopía.

## Descripción
Cibirhiza spiculata crece en un suelo arenoso con algo de agua y mucho sol. El caudex puede crecer hasta 5 cm de diámetro y 10 cm de largo. Las ramas pueden alcanzar hasta 1,5 m de longitud. 
Las flores son de color verde opaco en el exterior y de color amarillo verdoso pálido en el interior.

## Distribución y hábitat
El área de distribución nativa de esta especie es Etiopía y crece principalmente en el bioma tropical estacionalmente seco.

## Taxonomía
Cibirhiza spiculata fue descrita por los botánicos Mats Thulin y David John Goyder y publicada por primera vez en la revista científica Kew Bulletin 63: 619 en 2008.

Etimología
- Cibirhiza: nombre genérico que proviene del latín cibus (que significa 'alimento' o 'comida'), y del griego rhiza (que significa 'raíz'), ya que las raíces se pueden comer.
- spiculata: epíteto específico que significa 'estar cubierto de puntas finas', haciendo alusión a su apariencia.[3]

## Estado de conservación
En la Lista Roja de Especies Amenazadas de la UICN, la especie está clasificada como “En Peligro (EN)”.

## Usos
Cibirhiza spiculata se cultiva principalmente como planta ornamental, aunque localmente se emplea como planta alimenticia, ya que su tubérculo es comestible.